# 希勒赫斯贝赫-斯希布鲁克

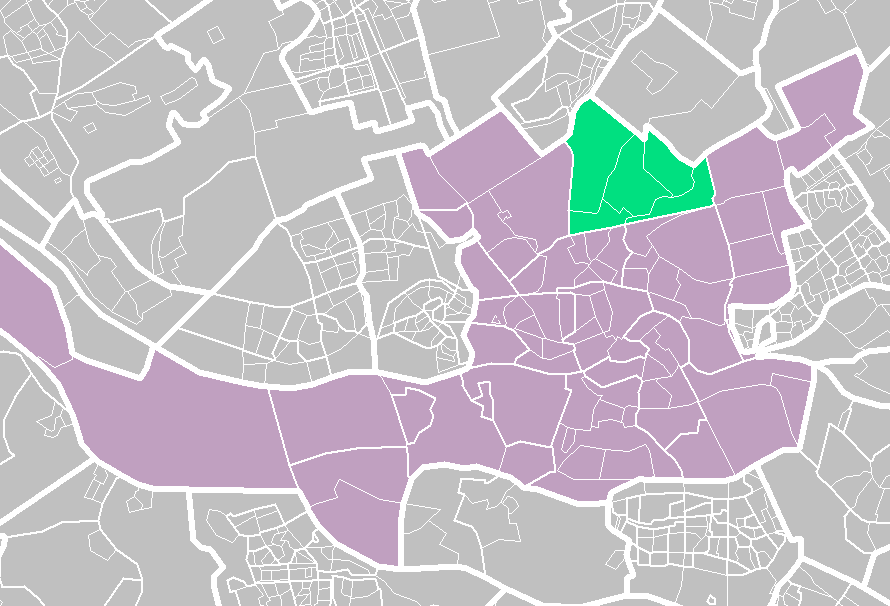
希勒赫斯贝赫-斯希布鲁克（绿色）在鹿特丹（紫色）的位置

希勒赫斯贝赫-斯希布鲁克（荷蘭語：Hillegersberg-Schiebroek，發音：[ˈhɪləɣərzˌbɛrx sxiˈbruk]）是荷兰南荷蘭省鹿特丹的分区，面积13.26平方千米，2023年人口20933。
希勒赫斯贝赫和斯希布鲁克曾是独立的市镇。1941年，希勒赫斯贝赫和斯希布鲁克并入鹿特丹。